# Little Child
Little Child (englisch für: Kleines Kind) ist ein Lied der britischen Band The Beatles aus dem Jahr 1963. Es erschien auf ihrem zweiten Studioalbum With the Beatles. Geschrieben wurde es von Paul McCartney und John Lennon unter deren gemeinsamen Copyright Lennon/McCartney.

## Entstehung
Little Child wurde speziell für Ringo Starrs Gesangbeitrag für das zweite Album der Beatles geschrieben. McCartney beschrieb das Lied zurückblickend als ein Arbeitslied, um das Album aufzufüllen. Er räumte auch ein, dass er einen Teil der Melodie dem Lied Whistle My Love von Elton Hayes entliehen hatte, das auch in dem Walt-Disney-Spielfilm Robin Hood und seine tollkühnen Gesellen Verwendung fand.
Paul McCartney sagte dazu: „‚Ich bin so traurig und einsam‘, dieses kleine Stück kam von einer Zeile: ‚Pfeife, meine Liebe, und ich werde zu dir kommen, ich werde dich immer finden‘. Es ist eigentlich nicht die gleiche Melodie, aber in meinen Augen war es ein Zitat von Elton Hayes.“
Letztlich sangen Lennon und McCartney anstelle von Ringo Starr. Dessen Gesangsbeitrag auf dem Album With The Beatles wurde I Wanna Be Your Man. Little Child gehörte nie zum Liverepertoire der Beatles.

## Aufnahme
Das Lied wurde 1963 in den Abbey Road Studios in London aufgenommen. Produziert wurde das Lied von George Martin, Tontechniker war Norman Smith. Insgesamt tat sich die Band schwer mit der Aufnahme des Liedes und die Aufnahmen zogen sich ungewöhnlich lange hin. Zwei Takes nahmen sie am 11. September 1963 auf, denen 16 weitere Takes am darauf folgenden Tag folgten. Auch diese Aufnahmen wurden verworfen, und am 3. Oktober 1963 wurden noch drei zusätzlich Takes aufgenommen. Am gleichen Tag nahm Ringo Starr ebenfalls seinen Gesang für I Wanna Be Your Man auf. Es ist das einzige Lied der Beatles, bei dem eine Mundharmonika in der Tonart A verwendet wurde. 
Die Abmischung des Liedes erfolgte am 23. Oktober 1963 Mono in und am 29. Oktober in Stereo. Die beiden Gitarren wurden dabei so leise abgemischt, dass sie im finalen Mix kaum hörbar sind.

## Veröffentlichungen
- Am 12. November 1963 erschien in Deutschland das erste Beatles-Album With the Beatles, auf dem Little Child enthalten ist. Little Child erschien in Großbritannien in Mono am 22. November 1963 auf dem zweiten Album der Beatles. Die Stereo-Fassung erschien eine Woche später. Auf Single wurde das Lied nicht ausgekoppelt.
- In den USA wurde Little Child auf dem dortigen zweiten Album Meet the Beatles! am 20. Januar 1964 veröffentlicht.

## Besetzung
- John Lennon: Gesang, E-Gitarre, Mundharmonika
- Paul McCartney: Gesang, Bass, Klavier
- George Harrison: Solo-Gitarre
- Ringo Starr: Schlagzeug